# No Surrender (2012)
No Surrender (2012) foi um evento pay-per-view realizado pela Total Nonstop Action Wrestling, que ocorreu no dia 9 de setembro de 2012 no Impact Wrestling Zone na cidade de Orlando, Florida. Esta foi a oitava edição da cronologia do No Surrender. O evento marcou o fim da Bound for Glory Series 2012, que determiou o desafiante ao TNA World Heavyweight Championship no Bound for Glory.

## Antes do evento
No Surrender teve lutas de wrestling profissional envolvendo diferentes lutadores com rivalidades e storylines pré-determinadas que se desenvolveram no Impact Wrestling — programa de televisão da Total Nonstop Action Wrestling (TNA). Os lutadores interpretaram um vilão ou um mocinho seguindo uma série de eventos para gerar tensão, culminando em várias lutas.
No episódio de 14 de junho do Impact Wrestling, a TNA começou a segunda edição do Bound for Glory Series, competição que envolveu 12 lutadores, lutando entre si para conquistar pontos, sendo que os quatro com maior pontuação avançariam para as semi-finais e finais do torneio, que será realizado no No Surrender. O vencedor recebeu uma chance pelo TNA World Heavyweight Championship no Bound for Glory. No Hardcore Justice houve três lutas estilo hardcore entre os participantes do torneio (cada luta contendo quatro participantes) sendo que cada  vencedor (sendo eles Rob Van Dam, Bully Ray e A.J. Styles) recebeu vinte pontos na classificação geral. No episódio de 30 de agosto do Impact Wrestling, James Storm derrotou Rob Van Dam e Samoa Joe derrotou A.J. Styles, garantindo assim suas vagas nas semi-finais. Na semana seguinte, Jeff Hardy derrotou Samoa Joe e Bully Ray derrotou Van Dam, garantindo também suas vagas para as semi-finais. Na mesma noite, foi anunciado que James Storm enfrentaria Bully Ray e que Samoa Joe enfrentaria Jeff Hardy.
Em 6 de setembro, após Christopher Daniels e Kazarian terem derrotado Chavo Guerrero e Hernandez em uma luta que valia o TNA World Tag Team Championship, o gerente geral Hulk Hogan anunciou que Daniels e Kazarian enfrentariam A.J. Styles e Kurt Angle também pelo World Tag Team Championship no No Surrender.
Na mesma noite, ainda foi anunciado que Zema Ion enfrentaria Sonjay Dutt pelo X Division Championship, que Miss Tessmacher enfrentaria Tara pelo Women's Knockout Championship e que Rob Van Dam enfrentaria Magnus no pay-per-view.
No episódio de 23 de agosto do Impact Wrestling, durante um ataque do grupo Aces & 8s, Austin Aries acabou se ferindo no braço. Na semana seguinte, o grupo voltou a ataca-lo com objetos, o nocauteando. No programa de 6 de setembro, após Aries conversar com o gerente geral Hulk Hogan para que ele tomasse alguma atitude, o mesmo fala que um dos indivíduos que o tinha atacado uma semana antes estava preso e que Aries podia fazer o que quisesse com ele. Austin Aries começou a tortura-lo, fazendo com que outro membro dos Aces & 8s aparecesse, iniciando uma luta. Mais tarde, no site da TNA, foi anunciado que Aries tinha desafiado o "Armbreaker" dos Aces & 8s para uma luta no No Surrender.

## Evento

### Lutas preliminares
A luta de abertura do evento foi pela semi-final do Bound for Glory Series. Jeff Hardy derrotou Samoa Joe para chegar a final do torneio. Hardy venceu após um "crucifix-pinned". Na luta seguinte, também valendo pela outra semi-final do Bound for Glory Series, Bully Ray derrotou James Storm para chegar a final. Durante a luta, tanto Storm quanto Ray acertaram o árbitro do combate. Quando James Storm foi o ajudar, Bobby Roode o acertou na cabeça com uma garrafa, colocando Ray em cima de Storm para o árbitro fazer a contagem.
Na luta seguinte, que valia o Women's Knockout Championship, Miss Tessmacher derrotou sua ex-parceira de TnT, Tara. Tessmacher venceu com um "roll-up".
A luta entre Austin Aries contra algum membro dos Aces & 8s acabou sem vencedor. Após Aries tentar tirar várias vezes a mascara do integrante do grupo, ele não consegui retira-la. Durante a briga, por vários momentos Aries consegui controlar as coisas, mais apóis algum tempo, houve interferência dos outros membros da "gangue", o que levou a uma briga generalizada com os demais lutadores da TNA. Durante o tumulto, Jeff Hardy foi atacado por um dos integrantes do grupo, sofrendo uma lesão (kayfabe) no ombro.

### Lutas principais
Na luta seguinte, o que estava em jogo era o TNA X Division Championship. Zema Ion derrotou o desafiante Sonjay Dutt para manter o título. Ele venceu após aplicar um "flapjacking".
No combate seguinte, Rob Van Dam derrotou Magnus. A luta acabou após Van Dam aplicar um "Five-Star Frog Splash" em Magnus.
Na penúltima luta da noite, os World Tag Team Champions of the World (Christopher Daniels e Kazarian) defendiam o  TNA World Tag Team Championship contra A.J. Styles e Kurt Angle. No final da luta, Daniels jogou uma bebida no rosto de Sytles permitindo que Kazarian fizesse a contagem com um "roll-up", mantendo assim seus títulos.
Antes do evento principal o gerente geral, Hulk Hogan veio ao ringue para dizer que Jeff Hardy não poderia competir e pediu a Bully Ray mais quatro dias de prazo para fazer a final na edição seguinte do Impact Wrestling. Quando Ray iria responder, Hardy apareceu para lutar.
No evento principal da noite, Jeff Hardy derrotou Bully Ray pós um "Swanton Bomb" para vencer o Bound For Glory Series. Com isso, ele garantiu o direito de lutar pelo TNA World Heavyweight Championship no Bound for Glory.

## Resultados
| No.                           | Lutas | Estipulações                                                     | Duração |
| ----------------------------- | --- | ---------------------------------------------------------------- | ------- |
| 1                             | Jeff Hardy derrotou Samoa Joe                                                                                      | Luta individual pelas semi-finais do Bound for Glory Series 2012 | 12:34   |
| 2                             | Bully Ray derrotou James Storm                                                                                     | Luta individual pelas semi-finais do Bound for Glory Series 2012 | 13:54   |
| 3                             | Miss Tessmacher (c) derrotou Tara                                                                                  | Luta individual pelo Women's Knockout Championship               | 06:55   |
| 4                             | Zema Ion (c) derrotou Sonjay Dutt                                                                                  | Luta individual pelo TNA X Division Championship                 | 11:32   |
| 5                             | Rob Van Dam derrotou Magnus                                                                                        | Luta individual                                                  | 10:07   |
| 6                             | The World Tag Team Champions of the World (Christopher Daniels e Kazarian) (c) derrotaram A.J. Styles e Kurt Angle | Luta de duplas pelo TNA World Tag Team Championship              | 19:30   |
| 7                             | Jeff Hardy derrotou Bully Ray                                                                                      | Luta individual pela final do Bound for Glory Series 2012        | 12:23   |
| (c)- Campeão(s) antes da luta | |                                                                  |         |